# Ryszard Kuźma
Ryszard Kuźma (ur. 6 stycznia 1962 w Sieteszy) – polski piłkarz i trener z licencją UEFA Pro, absolwent AWF Warszawa.

## Kariera trenerska
Przez wiele lat związany był z rzeszowską Stalą, której jest wychowankiem. Pracę szkoleniową rozpoczynał z młodzieżą (rocznik 1976 i młodsi) w Stali Rzeszów, a jej ukoronowaniem było zakwalifikowanie się juniorów Stali do Finałów Mistrzostw Polski w których zajęli 5. miejsce.
Oprócz drużyn młodzieżowych i seniorskich Stali Rzeszów prowadził także Izolatora Boguchwała, Wisłokę Dębica, Świt Nowy Dwór Mazowiecki, Sokół Sokołów Małopolski i dwukrotnie Pogoń Leżajsk.
W okresie od 1 lipca 1994 do 31 października 2005 z przerwami prowadził trzykrotnie pierwszą drużynę Stali Rzeszów.
Od 16 grudnia 2005 prowadził jako główny szkoleniowiec zespół Motoru Lublin. 6 czerwca 2007, po bezbramkowym wyjazdowym remisie z Sandecją Nowy Sącz, trener wprowadził lubelską drużynę do ówczesnej II ligi, co było w tamtym okresie jego największym sukcesem w karierze trenerskiej. Dwa lata później, 5 czerwca 2009, po spadku Motoru Lublin do nowej II ligi i w wyniku braku prolongaty kontraktu ze strony zarządu zakończył współpracę z tym klubem.
Dnia 1 lipca 2009 roku został asystentem trenera Lecha Poznań Jacka Zielińskiego, wraz z poznańską drużyną 15 maja 2010 zdobył tytuł Mistrza Polski, a 26 sierpnia, po wygranym dwumeczu z Dniprem Dniepropetrowsk, Lech Poznań pod wodzą Zielińskiego i Kuźmy jako pierwsza polska drużyna awansował do fazy grupowej Ligi Europy. W fazie grupowe pokonał Manchester City (3:1), Red Bull Salzburg (2:0) i zremisował na wyjeździe z Juventusem Turyn (3:3). W listopadzie 2010 Ryszard Kuźma został asystentem José Marii Bakero, który zastąpił na stanowisku trenera Lecha Poznań, Jacka Zielińskiego. Po kolejnym remisie z Juventusem (1:1 w Poznaniu), Lech Poznań pod wodzą Bakero i Kuźmy awansował wraz z Manchesterem City do kolejnej fazy Ligi Europy, eliminując tym samym drużyny z Turynu i Salzburga. W kolejnym roku po niezakwalifikowaniu się Lecha Poznań do europejskich pucharów kończy pracę jako asystent trenera wraz z opiekunem bramkarzy Pawłem Primelem w dniu 24 czerwca 2011, a współpracę z klubem 27 lutego 2012 roku.
W okresie od 4 kwietnia 2012 do 29 grudnia 2012 r. ponownie trenował drużynę Stali Rzeszów.
Następnie od 9 sierpnia 2013 do 22 lipca 2014 r. prowadził Sandecję Nowy Sącz.
Od 2 września 2014 r. był trenerem Siarki Tarnobrzeg, z którą zakończył współpracę 23 kwietnia 2015 r.
W lipcu i sierpniu 2015 r. był trenerem Miedzi Legnica.
Od 13 kwietnia do 30 czerwca 2016 r. trenerem drugoligowej drużyny Stali Stalowa Wola, której pomógł utrzymać się w II lidze.
22 czerwca 2017 r. został trenerem słowackiego Partizána Bardejów, współpracę z klubem zakończył 20 kwietnia 2018 roku.
Dnia 26 sierpnia 2019 roku rozpoczął pracę trenerską w Sokole Sieniawa. Z dniem 30 czerwca 2021 r. wygasła umowa wiążąca trenera Ryszarda Kuźmę z Sokołem Sieniawa.
Pod koniec roku 2021 pojawiła się informacja, że Ryszard Kuźma zostanie nowym szkoleniowcem Wólczanki Wólka Pełkińska, informacja ta oficjalnie została potwierdzona w styczniu 2022 r., zrezygnował z pełnienia tej funkcji pod koniec maja 2022 r..

## Kariera działacza
W lutym 2023 r. został zatrudniony w charakterze dyrektora sportowego Pogoni-Sokoła Lubaczów.

## Sukcesy i odznaczenia
26 maja 2008, za osiągnięcia w dziedzinie kultury fizycznej i sportu za rok 2007, został uhonorowany nagrodą w wysokości 20 000 zł ufundowaną przez Miasto Lublin. Samorząd lubelski docenił w ten sposób awans do rozgrywek szczebla centralnego II ligi piłki nożnej. 
Szkoleniowiec był również laureatem konkursu na Trenera Roku w województwie podkarpackim. 
W czerwcu 2008 odebrał licencję trenerską UEFA Pro, upoważniającą do prowadzenia drużyn z najwyższych klas rozgrywkowych wszystkich lig Europy.